# Peach Girl
Peach Girl (ピーチガール, Pīchi Gāru, lit. "Menina Pêssego") é uma série japonesa de mangá criada por Miwa Ueda. Foi publicada no Japão pela Kodansha na Bessatsu Friend entre 1998 e 2003, em 18 volumes. Também foi publicada no Canadá e EUA. Ganhou prémio o Kodansha Manga Award em 1999. A série foi adaptada para televisão em 2005 no Japão passando também nos EUA em 36 episódios. No Brasil, foi publicada pela Panini no formato meio tankō até ser cancelada no volume 26.

## Enredo
Peach Girl conta a história da vida de uma garota chamada Momo fora e dentro da escola.
Momo Adachi é uma jovem colegial que possui excesso de melanina, bronzeando-se instantaneamente na presença do sol, e, ainda por cima, fez parte da equipe de natação, o que deixou o seu tom de pele mais bronzeado. Suas características contrariam o padrão de beleza japonês: uma pele branca e leitosa. Por essa razão, Momo é assediada na rua e é difamada pelos seus colegas da escola, sendo chamada de “playgirl”,  sinônimo de Gyaru ou kogals, tribo de garotas estereotipadas no Japão, as quais possuíam características exageradas de pele bronzeada, cabelos descoloridos, maquiagens fortes e roupas colegiais, associadas à vulgaridade.
Logo que chega na nova escola, Momo faz amizade com Sae, uma garota que possui o padrão de beleza japonesa: branquinha e de rosto angelical. Sae sente muita inveja de Momo e tenta imitar a Momo e fazer com que ela perca tudo o que tem. Sae não suporta ver a Momo feliz e fará de tudo para estragar os planos de Momo, que é secretamente apaixonada desde a oitava série por Tojigamori, um colega de sala da escola preparatória e o motivo principal para que Momo escolhesse a sua nova escola para estudar. Momo não havia arriscado uma relação com Toji por pensar que ele não gostava de garotas com o tom da cor de pele dela. Assim que Momo descobre que Sae é invejosa e quer tudo o que a Momo tem, ela diz para Sae que é apaixonada por Kairi Okayasu, o cara mais disputado da escola. O que ela não contava é que Kairi fosse se interessar por ela.
Sae acaba descobrindo a farsa e faz de tudo para separar Momo de Toji, beijando-o e fingindo ser namorada dele para o resto da turma quando Touji falta no colégio por estar internado por conta de uma apendicite. Com a ajuda de Kairi, Momo consegue esclarecer as coisas, desmarcara Sae na frente de toda a escola e ela e Toji começam a namorar.
No segundo colegial, Momo está bastante animada por ser popular na escola, namorar Toji, ter Kairi como um bom amigo e a Sae bem longe dela. Após Momo ver que Sae estava excluída pelo colégio inteiro, na aula de educação física Momo faz par com a Sae por pena dela; após isso, Sae seguiu e bajulou Momo para onde ela fosse. Pelas custas de Momo, Sae ganha um concurso de beleza de uma revista, colocando-se na frente de Momo nas fotos em que ela foi parada na rua para ser fotografada. Após isso, Sae conseguiu ser notada e começa a namorar um top model famoso, Gígolo. Todas invejam Sae, menos Momo, que continua feliz da vida com Toji. Sae não suporta ver Momo feliz e chega à conclusão que o que Momo tem que ela não tem é o Toji.
Para separá-los, no aniversário de 16 anos de Momo, Sae dá um sonífero para Momo e convence Gígolo a levá-la em um hotel, dormir com ela e tirar fotografias de Momo vestindo apenas o lençol. Ao mesmo tempo, ela engana Toji, se passando por Momo e seduzindo-o, mas acaba desmascarada. Com a ajuda de Kairi e Misao, a enfermeira da escola, Toji consegue encontrar Momo, que não lembra de nada e está muito assustada com a possibilidade de ter perdido a virgindade com alguém de quem não gostava.
Toji continua ao lado de Momo. Então, Sae decide chantageá-lo, ameaçando entregar para a imprensa fotos de Momo e Gígolo no quarto do hotel. Para evitar que Momo seja humilhada publicamente, ele aceita terminar o namoro com Momo e ficar com Sae. Momo não entende e luta com todas as suas forças para voltar com Toji, mas ele não suporta a ideia de vê-la sofrer e ter seu futuro estragado; assim, continua com Sae. Apenas Misao sabe de seu sacrifício.
Paralelamente, Kairi Okayasu se aproxima de Momo Adachi e eles começam, aos poucos, a namorar. Tudo vai bem, até que Momo descobre que Kairi ainda é apaixonado por uma mulher do passado e essa mulher era a Misao, a qual foi sua professora particular durante o ginásio. Apesar da dor, Momo decide continuar com Kairi e lutar por este amor.
Nesse meio tempo, dois novos personagens entram na trama: Morika, ex-namorada de Kairi, que o deixou para ficar com seu irmão mais velho; e Ryo, o irmão mais velho de Kairi, que ele odeia porque é tão sem-caráter quanto a Sae. Misao é apaixonada por Ryo e desconhece seus mal-feitos; Sae também apaixona-se por ele, apesar de Momo ter advertido que Ryo não era um bom rapaz.
Quando Momo Adachi está decidida que ama Kairi, é ele quem fica confuso em relação aos sentimentos, pois ele ainda ama a Misao. Momo o aconselha a se declarar para Misao, mas Misao não pode corresponder os sentimentos dele pois ama o Ryo. Mesmo depois de saber que nunca poderá ter seus sentimentos correspondidos, ele ainda fica confuso e vai viajar para dar um tempo e pensar. Momo dá um prazo a ele, até o fim das férias de verão para se decidir. Ela só iria esperar no máximo cinco minutos, se ele não aparecesse ela iria viajar sozinha para a praia.
Kairi vai viajar e Momo continua em seu trabalho de verão, no qual estava trabalhando junto de Kairi. Já que Kairi foi viajar, abriu-se uma vaga de emprego. Sae fala para Toji ir trabalhar lá, e ele vai. Toji e Momo começam a se falar mais, e vão assistir aos fogos de artifício juntos. Kairi viajou até chegar em uma cidade e lá ficou em um emprego em um restaurante. Conseguiu pensar e descobrir que realmente ama Momo-chan. Então no dia do prazo de Momo-chan ele volta para a cidade. Momo o espera em uma praça, mas acontece um imprevisto: Kairi encontra Ryo sendo agredido e Misao-chan entra na frente de Ryo, e acaba se machucando. Kairi a leva até o hospital, mas até chegar na praça, Momo já havia ido embora. Kairi encontra Sae, que o diz para ir à mesma praia que Momo está indo para encontrá-la. Momo vai até a praia sozinha.
Até que Toji aparece e diz que seguiu ela. Eles conversam e começa a ter uma tempestade e os trens pararam.Por causa da tempestade Kairi não consegue chegar na praia, então resolve ir andando 20 km até chegar lá. Sem ter onde touji ficar, Momo diz para ele ir ir até a pousada com ela, onde já tinha um quarto reservado. No quarto eles conversam, mas acaba a luz e eles acabam se beijando e Touji diz que ainda ama muito ela. Kairi liga para a pousada onde Momo está, e um senhor atende e diz que ela está no quarto com um amigo.Ele fica chocado.
No dia seguinte, Momo e Touji vão até a estação de trem para ir embora juntos, pois ela pensa e quer ficar com Toji, pois ele sempre a protegeu. Kairi vê eles dois juntos e fica arrasado. Momo acha que Kairi não gosta dela e por isso não foi na praça se encontrar com ela. Na escola Kairi finge que nada aconteceu mesmo estando muito triste por dentro. Ele vai ver como está Misao e vê um arranhão no rosto dela e toca o rosto dela. Momo vê a cena e se sente triste, pensando que ele realmente ainda ama Misao. Kairi tem uma foto de Momo em sua carteira e a deixa cair. Momo a vê e a pega. No outro dia tenta colocá-la de volta mas Kairi vê e diz que ainda a ama. Kairi pede para ela escolher ele ou o Touji, e ela escolhe o Touji. Kairi fica arrasado. Chegando as férias, Momo planeja viajar com Touji para a praia, mas antes Sae vai visitá-la em casa e explica que o Kairi andou 20 km até encontrar ela e o vê com Touji, que na verdade ele ama muito ela. Ela fica pensando e começa a chorar. No caminho ela também encontra Misao, que a explica tudo: Kairi apenas a acompanhou até o hospital pois a machucaram.
Momo percebe que está atrasada para encontra Touji e sai correndo. Sae e Kairi ficam observando Toji esperando por Momo-chan, e acham que ela não irá ir, mas ela chega e encontra Toji, e vão viajar. Kairi fica muito triste e resolve ir viajar para a praia também para falar com Momo, e Sae vai junto.Momo vai ao hotel com Touji, mas fica estranha e Touji a pergunta o que é, mas ela diz que não é nada.Enquanto isso Kairi vai até a praia e acaba perdendo sua capinha de celular que Momo fez para ele. Ele encontra mas um homem a estava usando. Ele pede para devolvê-la mas o homem joga no mar, Kairi sem pensar entra no mar. Momo recebe uma mensagem no celular de Kairi escrito  Não consigo viver sem você, vou virar comida de peixe. Momo fica desesperada e vai até a praia, Touji tenta impedi-la mas ela vai mesmo assim. Quando chega lá encontra Kairi se afogando, e vai resgatá-lo. Faz operação boca a boca , mas Kairi não estava respirando. Momo começa a chorar muito, mas Kairi acorda e acha que morreu e está no céu, porque Momo estava lá. Momo e ele se beijam, e ele pergunta como ela soube que ele estava na praia. Ela responde que ele mandou uma mensagem, mas ele diz que não mandou mensagem nenhuma. Então Sae aparece e diz que foi ela que mandou a mensagem.

## Personagens
- Momo Adachi (安達 もも, Adachi Momo)

Momo é a protagonista da série. É uma garota japonesa de pele morena (por isso o nome "momo", que significa pêssego em japonês). Muitas vezes, devido à sua aparência, é tratada como uma "Playgirl". Sae é também a sua pior inimiga, que tenta sempre infernizar a vida de Momo. Momo tem dois grandes amores: Toji (o rapaz que ela gostou desde a escola primária) e Kairi (o rapaz que sempre a anima).
- Sae Kashiwagi (柏木 さえ, Kashiwagi Sae)

Sae é a malvada suposta amiga de Momo. Sae sempre sentiu inveja de Momo e tenta imita-la e querer aquilo que é dela. Esses foram um dos motivos que levaram a querer namorar com Toji, o rapaz que Momo gostava, e a tentar destruir a relação deles. Sae sempre quis ser a mais popular da escola, convencendo as pessoas a ficarem contra a Momo. Sae gosta de se fazer passar de vítima e geralmente consegue enganar as pessoas com o seu aspecto de frágil. Várias vezes Sae mentiu dizendo que Momo lhe batia e dizendo que Momo lhe roubava os namorados. Sae chegou a namorar com um modelo, Gígolo, que nunca amou e terminou com ele logo que viu que Momo não sentia ciumes dela, apesar de tudo conseguiu convencê-lo a ajudar a terminar a relação de Momo com Toji. Sae apaixona-se pelo irmão de Kairi, Ryo. Sae torna-se amiga de Momo quando ela a salva de pessoas que queriam obrigar-la a fazer um filme pornô e a expõe algumas das suas maldades e lhe dá bons conselhos. Sae acaba gravida de Ryo, que, mais tarde, descobriu que era uma gravidez psicológica.
- Kairi Okayasu (岡安 浬, Okayasu Kairi)

Kairi é rapaz bonito e engraçado que tem um grupo de garotas atrás dele. No passado, foi salvo por um salva vidas cujo cabelo era comprido, ao tentar se afogar. Três anos depois, reconheceu Momo no colégio, pensando que foi ela quem o salvou e tentou beija-la. Posteriormente, Momo afirma que não foi ela, e que viu a cena e estava presente na praia neste dia. Kairi Okayasu começa a perseguir Momo fazendo-a rir e a irritar-se por vezes. Kairi começa a gostar de Momo antes e depois de ela andar com Toji, e, ao contrário de Sae, nunca tentou acabar com a relação deles. Ajudou Momo a desmascarar Sae na frente de Toji. Kairi ajuda Momo a ultrapassar o fim da relação dela com Toji animando-a sempre que está com ela. Momo acaba se apaixonando por ele e eles começam a namorar. Kairi revela a Momo que também ama Misao Aki, a enfermeira da escola, e ela foi um dos motivos que o levou a tentar se afogar na praia. No final, Kairi acaba percebendo que realmente ama Momo. Kairi tem um irmão Ryo que lhe tenta sempre roubar as namoradas. Além de lhe ter roubado anos antes Misao Aki, Ryu também tenta roubar Momo, mas Ryo acaba não conseguindo.
- Kazuya "Toji" Toujigamori (東寺ヶ森 一矢, Tōjigamori Kazuya, とーじ Tōji)

Toji é o típico rapaz perfeito da secundária. Toji apaixona-se por Momo, mas o fato de ser bastante tímido leva a que ele confie em Sae que ele pensa ajudá-lo em relação a Momo, sendo o objetivo de Sae ser precisamente o contrário. Sae consegue com que Toji comece a namorar com ela e não com Momo. Toji pratica baseball e esse é um dos fatos que o levou a nunca ter tido tempo para arranjar namorada e nunca ter dado o primeiro beijo. Acaba por dar o seu primeiro beijo com Sae que o engana e diz que é apenas para ele praticar para depois beijar Momo, sendo o objetivo de Sae atingido: Momo viu ela beijando Toji. Diversas vezes, Toji acredita em Sae e não em Momo, o que o faz pensar que Momo é violenta e gosta do Kairi. Momo e Kairi conseguem mostrar a Toji que Sae é uma falsa e Toji e Momo começam finalmente a namorar. Não desistindo, Sae promete destruir a vida de Momo através de umas fotografias tiradas que aparentavam que Momo tivesse sido violada por Jigoro. Touji cede à chantagem e para não destruir a vida de Momo acaba com ela sem lhe dar qualquer explicação e começa a namorar com Sae contra a sua vontade. Sae acaba por se fartar dele e mais tarde acaba com ele. Momo só descobre a chantagem de Sae com Toji quando Sae se torna amiga dela e e estraga todas as fotos comprometedoras a Toji para que ele as destruísse. Nessa altura Momo estava apaixonada por Kairi apesar de eles terem dado um tempo à relação. Quando Kairi por um motivo não se encontra com Momo para eles viajarem até à praia onde Momo salvou Kairi, Toji vai com ela e tenta a sua sorte. Para que ambos voltem a namorar. Quando Toji e Momo andavam o símbolo que eles usavam para dizerem que gostavam um do outro era fazerem um L com os dedos, significando Love.
- Misao Aki (安芸 操)

Misao Aki é a enfermeira da escola e é bastante simpática. Misao sempre gostou de Ryo e apenas deixou de gostar dele ao descobrir a terrível pessoa que ele é. Kairi amo Misao mas ela nunca gostou dele dessa maneira, apesar de sempre ter cuidado dele. Misao também tem um problema com o seu próprio peso, o que a faz desmaiar certa vez devido à sua dieta. Nessa vez é beijada por Kairi e Momo acaba por ver.
- Ryo Okayasu (岡安 涼, Okayasu Ryō)

Ryo é o irmão mais velho de Kairi. Ryo é retratado como uma má pessoa que tenta roubar as namoradas do irmão e que apenas brinca com eles, nunca realmente amando-as. Ryo também tenta abusar de Momo mas Momo consegui trava-lo. Ryo tenta fazer de Sae uma actriz pornô, e apesar de Ryo apenas usa-la, Sae nunca deixou de o amar. Ryo sempre que tenta seduzir uma rapariga oferece-lhe um coleira com uma cruz. Ryo é dono de uma empresa que produz jogos.
- Goro Oji "Jigoro" (大路 吾郎, Ōji Gorō)

Jigoro é um modelo masculino muito conhecido. É simplesmente deslumbrante e faz com que quase todas as raparigas desmaiem ao vê-lo. Jigoro apaixona-se por Sae e tenta comprar-lhe tudo o que pode para a fazer feliz. Sae acaba com ele porque quer encontrar o verdadeiro amor e pensa que o irá conseguir se começar a andar com Touji. Mesmo assim Jigoro ajuda Sae num plano para acabar com a relação de Toji e Momo. Jigoro persegue Momo, e ao Momo desmaiar leva-a para um hotel. Quando Momo acorda encontra-se em cima da cama com uma camisa de dormir e com Jigoro de roupão ao pé de si. Toji e Kairi acabam por salvar Momo.
- Morika

Uma mulher que aparece em pouco episódios. Momo pensa que ela está a tentar roubar-lhe Kairi, mas depois descobre que Morika quer realmente Ryo e não o seu irmão mais novo.

## Ura Peach Girl
Ura Peach Girl (裏 ピーチガール, lit. Peach Girl Inversa) é uma continuação de Peach Girl, contada do ponto de vista de Sae, o principal antagonista de Peach Girl. Foi publicado no Japão pela Kodansha na Bessatsu Friend de 2004 a 2006 e compilado em três volumes tankōbon.

## Drama live-action
Em novembro de 2002, um drama taiwanês de 13 episódios de Peach Girl foi adaptado com o nome de (chinês: 蜜桃 女孩), estrelado por Annie Wu, Vanness Wu do grupo F4 e Kenji Wu. O cenário foi mudado do colégio para a faculdade. Foi produzido pela Comic Ritz International Production (可米瑞智國際藝能有限公司) e pelo Chai Zhi Ping (柴智屏) como produtor e foi transmitido em Taiwan no sistema de televisão chinês (CTS) (華視) gratuito. Os eventos do drama permanecem fiel à história original até a ruptura forçada entre Xia Tao (Momo) e Dong Si (Toji), após o que muitos eventos diferem possivelmente devido ao número limitado de episódios.